# Microcos pachyphylla
Microcos pachyphylla är en malvaväxtart som beskrevs av Elmer Drew Merrill. Microcos pachyphylla ingår i släktet Microcos och familjen malvaväxter. Inga underarter finns listade i Catalogue of Life.